# Aplocera curvilineata
Aplocera curvilineata är en fjärilsart som beskrevs av Walker 1863. Aplocera curvilineata ingår i släktet Aplocera och familjen mätare. Inga underarter finns listade i Catalogue of Life.